# Bauhinia stenoloba
Bauhinia stenoloba là một loài thực vật có hoa trong họ Đậu. Loài này được (Britton & Killip) Wunderlin miêu tả khoa học đầu tiên.